# Адрієн Мальярд
Адрієн Мальярд (фр. Adrien Manglard; 10 березня 1695, Ліон — 1 серпня 1760, Рим) — французький живописець.

## Біографія
Адрієн Манглард народився в місті Ліон, Королівство Франції, 10 березня 1695 (або 1685), первісток Едмона (по імені Еме) Мангларда і Катрін Роуз дю Пер'є (або Дюпере). Він хрестився в церкві Сен-Вінсент 12 березня того ж року. Його батько також був художником і народився в Парижі. Його мати була дочкою продавця книг. Обидва його батька залишилися без батька. Вони одружилися 21 травня 1683 року в базиліці Сен-Мартен д'Ено.
Крім Адрієна у них було ще двоє дітей. Сім'я постраждала від економічних наслідків голоду, викликаного надзвичайно холодною погодою в Малий льодовиковий період, який привів до Сім хворих років в Шотландії і на диво холодним Le Grand Hiver у Франції, з подальшим голодом, який, за оцінками, забрав життя 600000 чоловік до кінця 1710 році у Франції.
 У 1707 році два брата Мангларда П'єр і Даніель були залишені в Hôpital de la Charité, притулку для сиріт в Ліоні, де вони були прийняті як delaissés (покинуті).
После обучения у Адриана ван дер Кабель в Лионе Манглард переехал оттуда в Авиньон или Марсель, где учился у картезианского художника Джозефа Габриэля Имберта (1666—1749). В 1715 году Манглард переехал в Рим просто в качестве туриста. Он не находился под защитой Французской академии, которая приняла его в качестве полноправного члена в 1736 году. В 1722 году он, вероятно, уже пользовался некоторой известностью в Риме. Манглард начал пользоваться покровительством известных комиссаров по крайней мере с середины 1720-х годов. В 1720-х годах он начал работать в Corte Sabauda, куда он отправил две картины в 1726 году. Талант Мангларда как мариниста был таков, что его карьера стремительно развивалась: среди престижных клиентов были Виктор Амадей II, герцог Савойский и король Пьемонта, купившие у него две одинаковые картины в 1726 году, и Филипп, герцог Пармский. Один только Филипп заказал у Мангларда более 140 картин для украшения своих дворцов. Манглард также пользовался покровительством самых важных римских семей, включая Колонну, Орсини, Рондани, Роспильози и Киджи. Для Киджи он расписал фресками две комнаты на Бельэтаж Палаццо Киджи, сегодня официальной резиденции премьер-министра Италии. В Риме Манглард учился у Бернардино Ферджони, прежде чем быстро прославился как художник-пейзажист. Манглард сосредоточился на том, что станет его областью знаний в Риме, то есть морскими видами. Он изучал корабли, турок и даже верблюдов. Манглард часто изображал порты и гавани в своих пейзажных картинах. Такие фигурки, как Турки и верблюды, отражали экзотику великих итальянских гаваней.
Манглард обучался у голландского пейзажиста Золотого века (Кабель), который сам побывал в Италии. Там на его стиль повлияла местная болонская школа. Таким образом, Манглард сначала соприкоснулся с голландским стилем пейзажной живописи Золотого века, с некоторым итальянским влиянием Кабеля, а затем фактически переехал в Италию, когда ему было чуть больше двадцати, и испытал там влияние выдающихся римских художников того периода. включая художников из круга скульптора Пьера Легро, таких как Себастьяно Конка и Каспар ван Виттель. Морские картины Мангларда сочетают «идеализированные классические пейзажи Клода Лоррена с острым реализмом северных моделей».

## Галерея

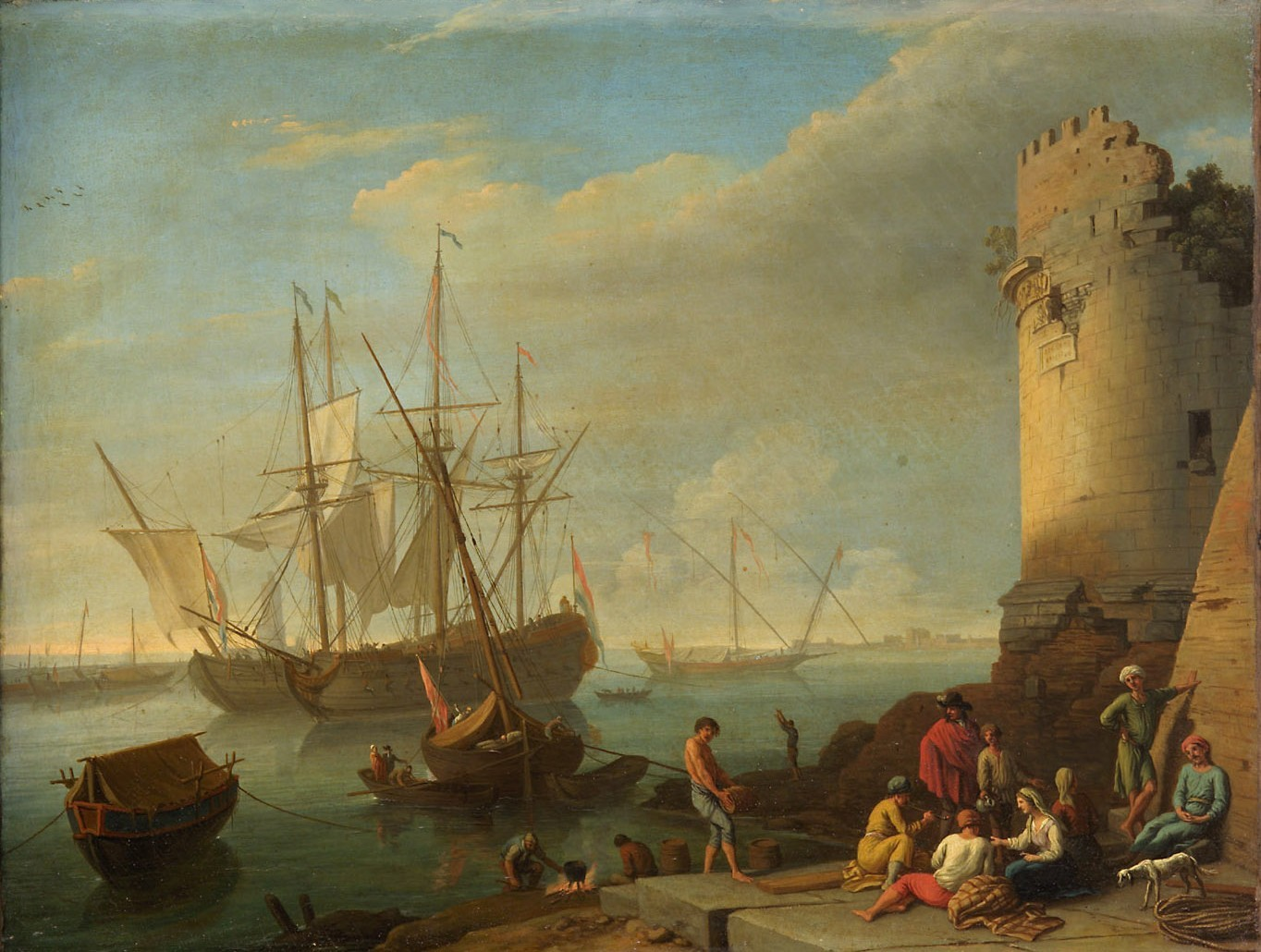
Морской порт, Музей истории искусств, Вена
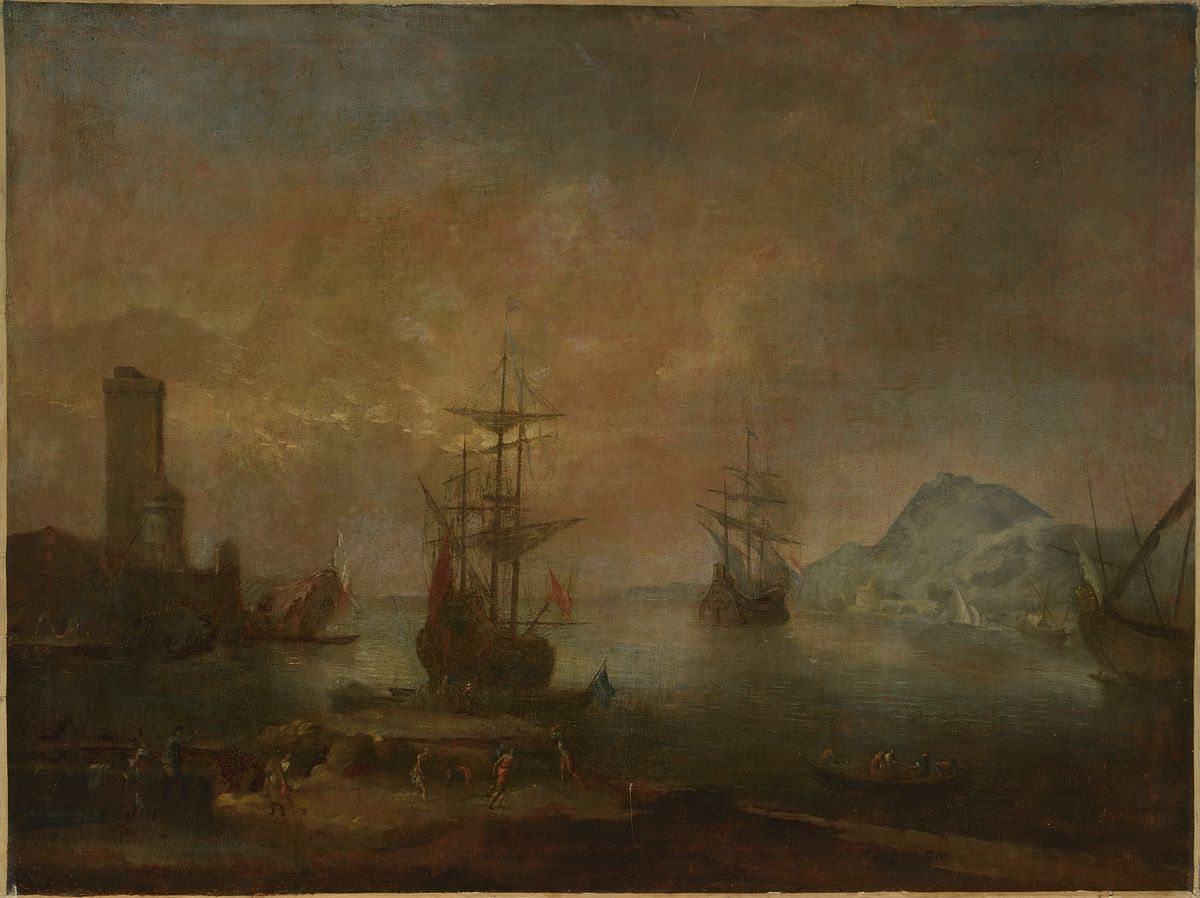
Морской , Лионский музей изобразительных искусств, Лион
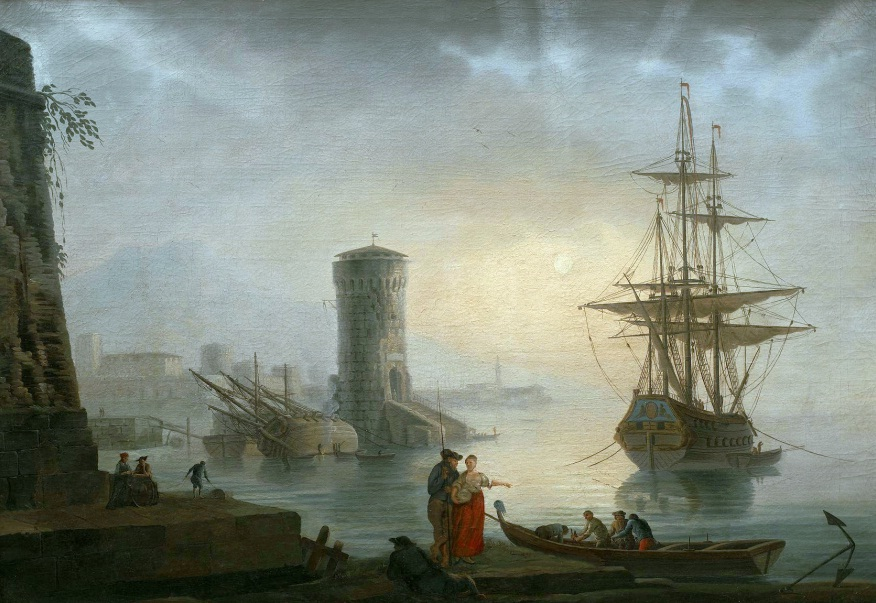
Средиземноморский порт, Дворец Виланова, Музей короля Иоанна III, Варшава
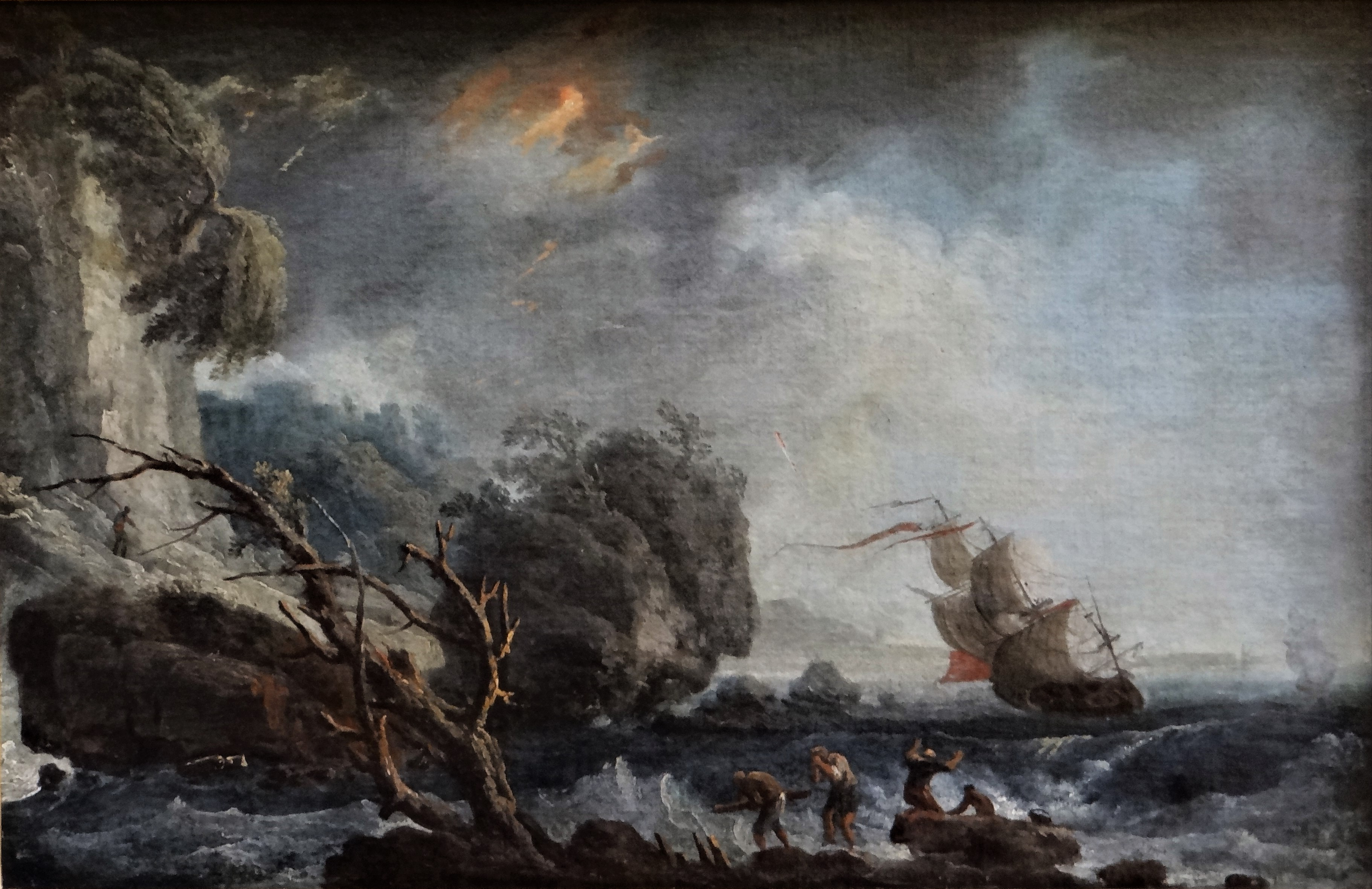
Конец бури, Musée d'Art et d'Archéologie[fr], Перигё
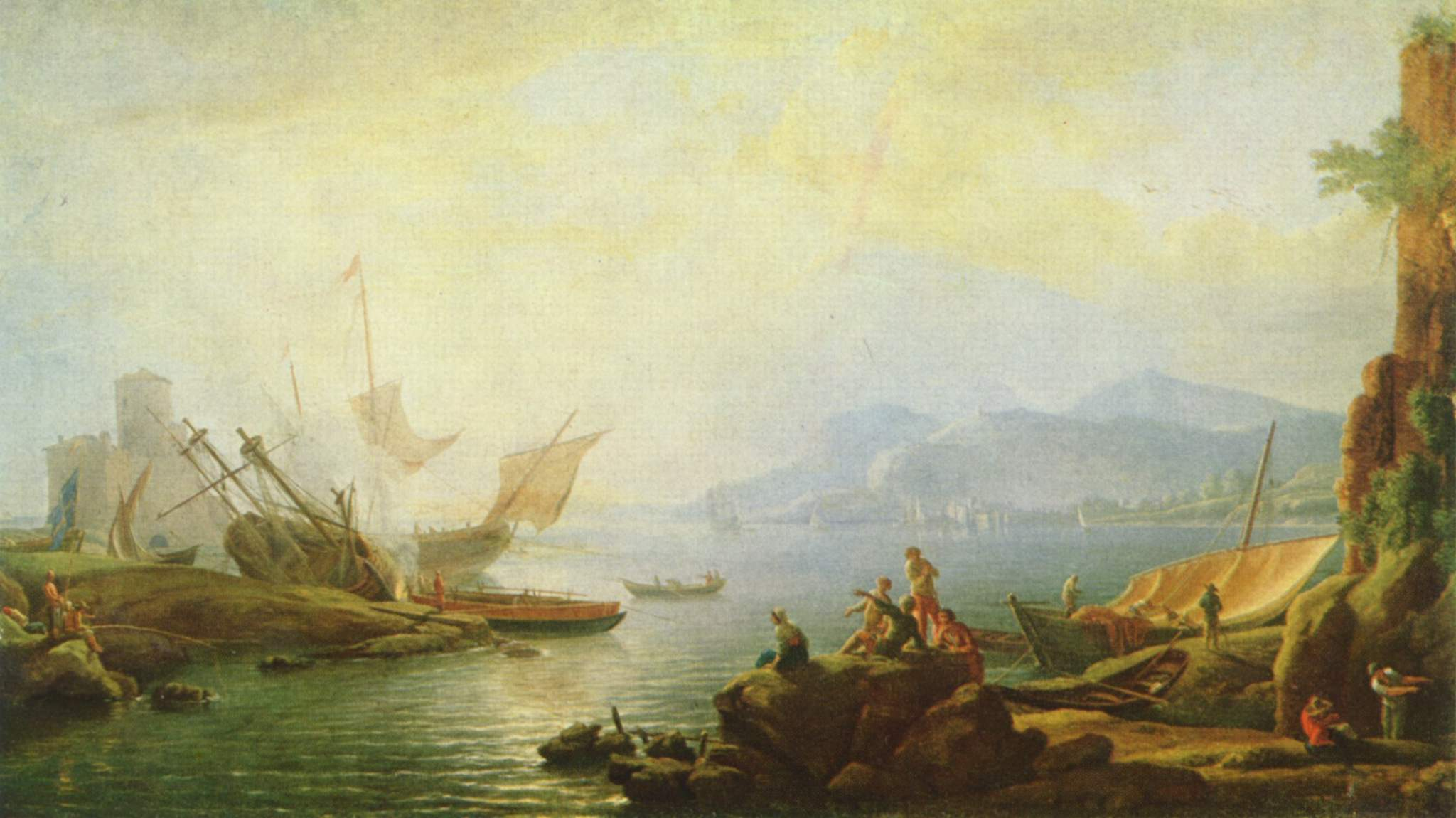
Лиман с гаванью, Музей изобразительных искусств, Будапешт
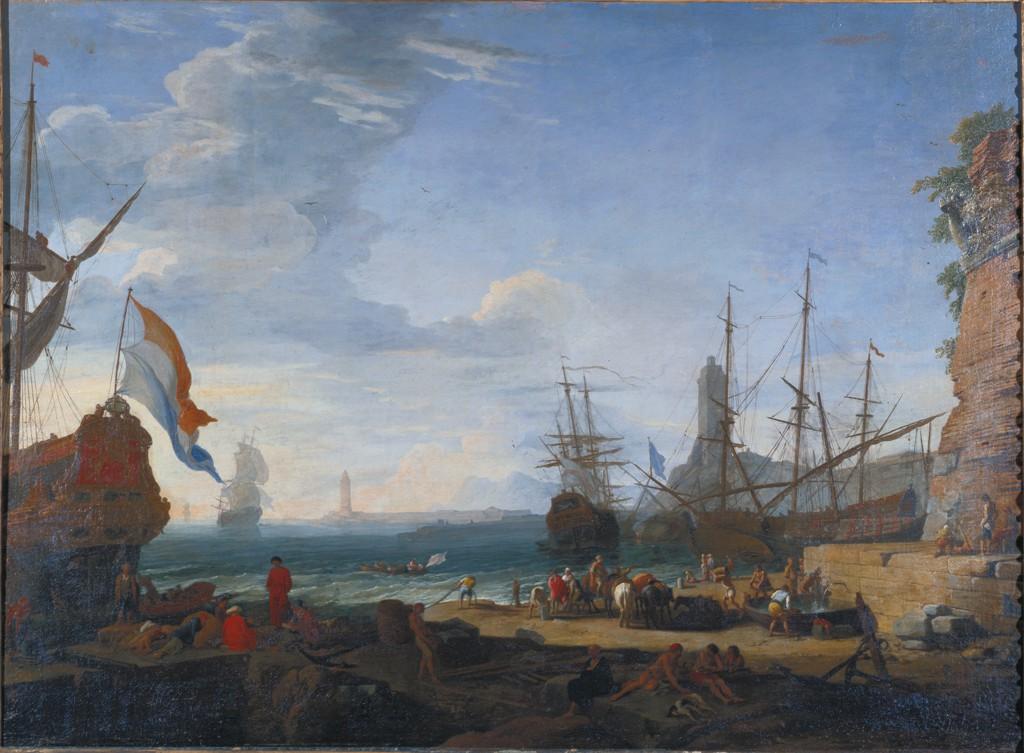
Сцена морского порта, Гарвардский художественный музей, Кембридж (Массачусетс)
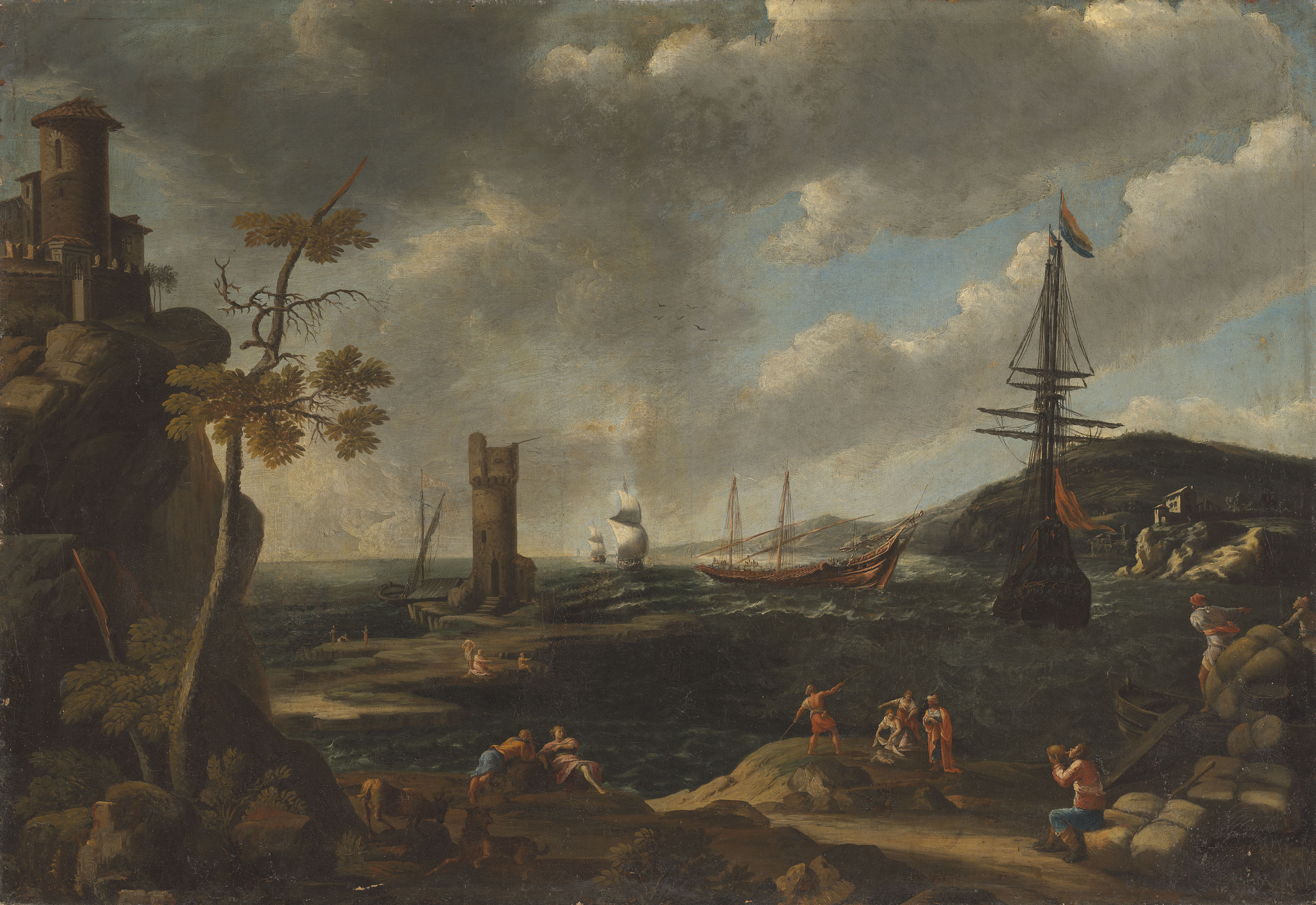
Прибрежный пейзаж с рыбаками, Частная коллекция, Неизвестное местоположение
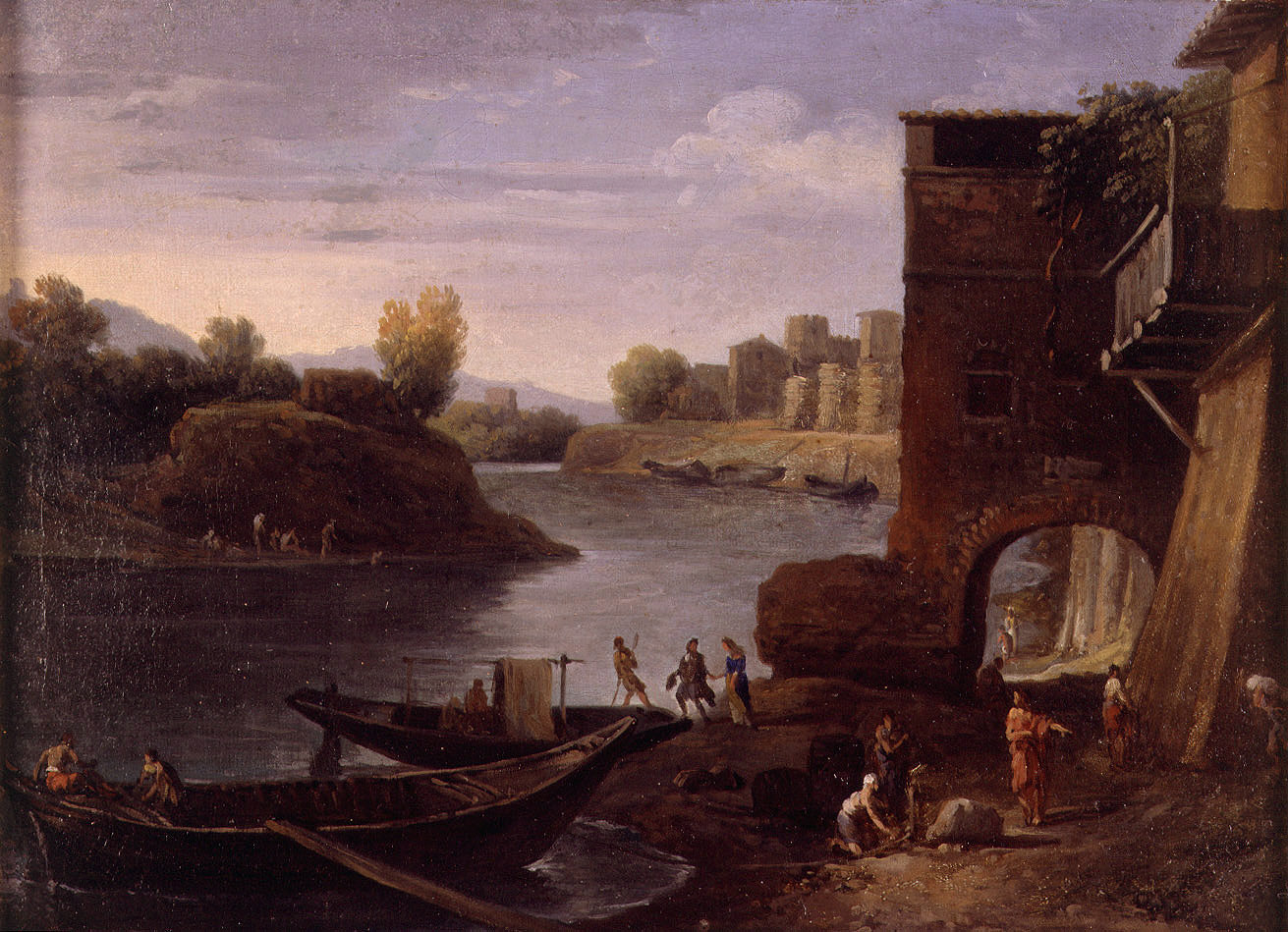
Embarcadero,Круг Адриена Мангларда, Музей изящных искусств, Валенсия
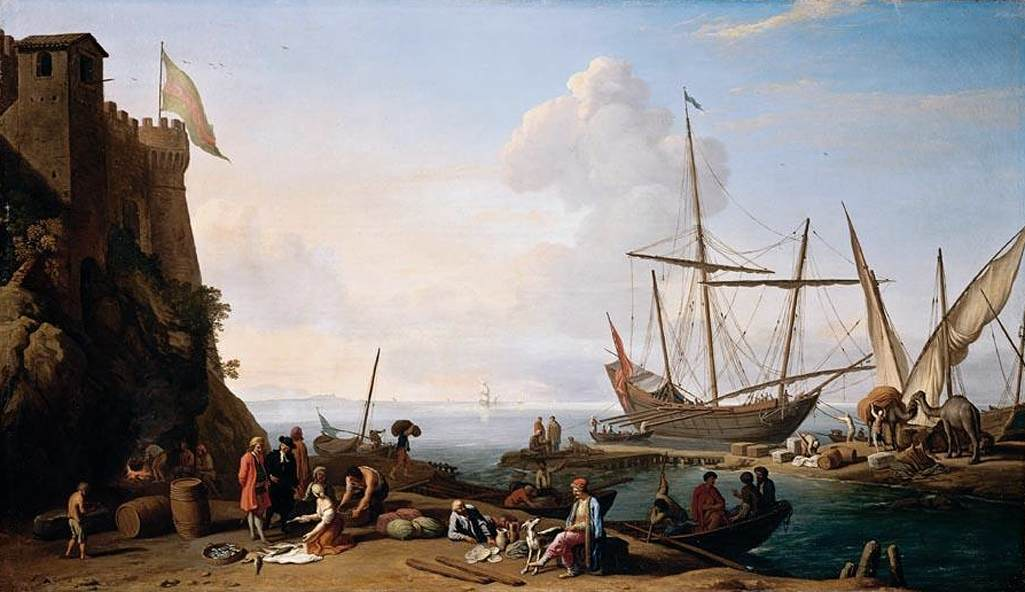
Сцена из Средиземноморской гавани, Частная коллекция, Неизвестное местоположение